# Браун, Роджер (баскетболист, 1942)
Роджер Уильям Браун (англ. Roger William Brown; 22 мая 1942 года, Бруклин, Нью-Йорк — 4 апреля 1997 года, Индианаполис, Индиана) — американский баскетболист, один из лучших игроков Американской баскетбольной ассоциации, отыгравший восемь из девяти сезонов её существования. Один из тридцати членов сборной всех времён АБА. В 2013 году введен в Зал славы баскетбола.

## Спортивная карьера
В 1960 году он поступил в Университет Дейтона, но ему было запрещено играть в Национальной ассоциации студенческого спорта и Национальной баскетбольной ассоциации, потому что во времена выступлений за свою школу Браун и его бывшие партнёры, в том числе и Конни Хокинс, были вовлечены в скандал со ставками и договорными матчами. Браун не был лично замечен в чём-либо криминальном, его главное преступление было в том, что он общался с ключевым фигурантом скандала Джеком Молинасом. В связи с запретом играть в NCAA и НБА, Браун играл в любительских баскетбольных лигах Дейтона, а в 1967 году подписал контракт с только что созданным клубом Американской баскетбольной ассоциацией «Индиана Пэйсерс». Он стал первым игроком, с которым «Пэйсерс» подписала контракт. 11 марта 1969 года Браун набрал 46 очков за одну игру во время победного матча над «Нью-Йорк Нетс».  
Его карьера в АБА составила восемь лет, за которую он набрал более 10000 очков, сыграл на четырёх матчах всех звёзд АБА и завоевал три чемпионских перстня. Браун играл за «Пэйсерс», «Мемфис Саундс» и «Юта Старз».
в 1997 году Браун был единогласно выбран в Сборную всех времён АБА. Он является одним из четырёх игроков (остальные Реджи Миллер, Джордж Макгиннис и Мел Дэниелс) чей игровой номер навечно закреплён в «Пэйсерс». 8 сентября 2013 года Браун был избран в Зал славы баскетбола.

## Личная жизнь и смерть
Во время своей баскетбольной карьеры Браун в течение четырех лет был республиканцем. Он отец семерых детей. В 1996 году у него диагностировали рак толстой кишки, и он умер в следующем году.